# Majella
Majella, także Maiella − jeden z masywów Apeninów we Włoszech o wysokości maksymalnej 2793 m n.p.m. (Monte Amaro).
Znajduje się w Apeninach Środkowych, w Apeninach Abruzyjskich. Swym obszarem obejmuje tereny zlokalizowane w prowincjach: L’Aquila, Pescara i Chieti. Tereny objęte są ochroną prawną i wchodzą w skład Parku Narodowego Majella. Najwyższym szczytem masywu jest Monte Amaro (2793 m n.p.m.).